# 김가현 (가수)
김가현(1985년 5월 15일~)은 대한민국의 트로트 가수이자 방송인이다. 2006년에 언더그라운드 라이브 클럽에서 팝 발라드 음악 가수로 처음 활약했었다.

## 학력
- 춘천교육대학교 초등교육학과 학사

## 음반 목록
- 2021년 정규1집 천년사랑
- 2018년 사랑이 뭐길래
- 2017년 쏟아집니다
- 2017년 안아줘요
- 2016년 사랑은 그래요

## 출연작
- 2023년 TBN경북교통방송 《김가현의 불목즐목》고정코너 진행
- 2023년 실버아이TV 《가요베스트&차트50》
- 2023년 실버아이TV 《가요TOP10쇼》
- 2023년 실버아이TV 《가요TOP10쇼》
- 2023년 ABN아름방송 《초대가수》출연
- 2023년 KBS울산노래교실 《초대가수》출연
- 2023년 여수MBC 표준FM 《신나는 오후 2시》
- 2023년 대전MBC 표준FM 《즐거운 오후 2시》
- 2023년 대구MBC 표준FM 《즐거운 오후 2시》
- 2023년 포항MBC 표준FM 《즐거운 오후 2시》
- 2023년 목포MBC 표준FM 《즐거운 오후 2시》
- 2023년 TBN대전교통방송 《TBN차차차》
- 2023년 TBN강원교통방송 《TBN차차차》
- 2023년 TBN광주교통방송 《TBN차차차》
- 2023년 TBN제주교통방송 《TBN차차차》
- 2023년 TBN부산교통방송 《TBN차차차》
- 2017년 TBN충북교통방송 《TBN차차차》
- 2021년 광주MBC 표준FM 《놀라운 3시》
- 2020년 TV조선 《내일은 미스트롯 2》
- 2019년 OBS 《2019 뮤직 어워즈》
- 2019년 대전MBC 표준FM 《즐거운 오후 2시》
- 2019년 TBN경북교통방송 《달리는 라디오》
- 2019년 TBN경북교통방송 《공개방송》
- 2018년 KBS 대전 《아침마당 대전》
- 2017년 제1회 송해가요제 《초대가수 출연》
- 2017년~2018년 TBN 아리랑교통방송 《주재형&김가현 라이브토크쇼》MC
- 2017년 OBS W 《세컨투논 쇼》MC
- 2017년 OBS W 《추억의 가요무대》
- 2017년 OBS W 《전설의 명곡》
- 2017년 OBS W 《팔도노래자랑》
- 2017년 원음방송 《조은형의 라이브공감》
- 2017년 OBS W 《하늘아래 우리마을》
- 2017년 K-STAR 《생방송 스타뉴스》
- 2017년 실버아이 TV 《가요스케치》
- 2017년 가요TV 《뉴스타쇼》
- 2017년 원음방송 《조은형의 가요세상》
- 2017년 TBS서울교통방송 《한밤의 교차로》
- 2017년 TBN인천교통방송 《TBN차차차》
- 2017년 TBN부산교통방송 《TBN차차차》
- 2017년 TBN광주교통방송 《TBN차차차》
- 2017년 TBN강원교통방송 《TBN차차차》
- 2017년 TBN전주교통방송 《TBN차차차》
- 2017년 TBN창원교통방송 《TBN차차차》
- 2017년 대전MBC 표준FM 《즐거운 오후 2시》
- 2017년 전주MBC 표준FM 《즐거운 오후 2시》
- 2016년 KBS N 스포츠 《엔젤스 파이팅》

## 영화출연작
- 2023년《5월18일생》
- 2023년《마장호수》

## 홍보대사
- 2023년 국제인플루언서 연예인 홍보대사 부단장
- 2023년 탄소중립협력단 홍보대사
- 2020년(재)국제언론인클럽 연예인 봉사단 홍보대사
- 2019년 그린리본환경캠페인 홍보대사
- 2018 평창 동계올림픽 홍보대사
- 2018년 국제반려동물문화축제 홍보대사
- 2018년 대한민국가족하모니 잼버리대회 홍보대사
- 2018년 검찰TV 제7호 공식 홍보대사
- 2017년 독도사랑회 홍보대사
- 2017년 ADRF아프리카아시아난민교육후원회 홍보대사
- 2016년 평화누리걷기 홍보대사

## 수상 경력
- 2023 국제인플루언서대상 글로벌 연예대상
- 2023 제16회 글로벌기부문화공헌대상 문화예술 발전공헌대상
- 2019 월드스타연예대상 가요(트로트)부문 신인상
- 2019 PAMA 팝켓아시아 뮤직어워즈 스타예감상
- 2018 제6회 베스트무궁화대상 가요부문 문화예술대상
- 2018 위대한 한국인100인대상시상식 신인가수상
- 2018 대한민국 문화연예대상 성인가요부문 신인상
- 2018 가요TV 뮤직어워즈 신인상
- 2018 자랑스런 태고인 시상식 자랑스런 태고인상
- 2018 제5회 한국식문화세계화 감사패
- 2017 한국사회를 빛낸 대한민국 충효대상 2017 기자가 선정한 인기가수 대상
- 2017 나라사랑 무궁화사랑 베스트무궁화대상 신인가수상